# Danh mục sách đỏ cây trồng Việt Nam
Sách đỏ Việt Nam (phần thực vật do bộ Khoa học công nghệ và môi trường công bố (1996) đã giới thiệu 302 loài thực vật thuộc ngành Hạt kín (Angiospermae) và 26 loài thực vật thuộc ngành Hạt trần (Gymnospermae) có mức độ đe dọa khác nhau cần được bảo tồn. Tuy vậy, trong điều kiện Việt Nam, khi công tác bảo tồn nguồn gen mới bắt đầu, có thể chỉ nên tập trung cho một số đối tượng thuộc các nhóm sau đây.

## Các loài cây có giá trị đặc biệt đang nguy cấp hoặc hết sức nguy cấp
- Thông hai lá dẹt (Pinus krempfii A.Chev.)
- Thông năm lá Đà Lạt (Pinus dalatensis Y de Perre.)
- Thủy tùng (Glyptostrobus pensilis K.Koch.)
- Đỉnh Tùng
- Hoàng đàn (Cupressus torulosa D.Bon)
- Thông đỏ (Taxus wallichiana Zucc.)
- Mun (Diospyros mun A.Chev. ex Lecomte)
- Gõ đỏ (Cà te) (Afzelia xylocarpa (Kurz) Craib)
- Trắc (Dalbergia cochinchinensisi Pierre)
- Cẩm lai (D.bariaensis Pierre)
- Giáng hương quả to (Pterocarpus macrocarpus Kurz)
- Sam lạnh
- Dẻ tùng
- Chò đãi
- Bách xanh
- Cử Sa pa
- Kiền kiền
- Sao lá to
- Sam đá vôi (Du sam đá vôi?)
- Trúc đùi gà
- Trúc vuông
- Trúc đen
- Trúc hóa long

## Các loài có giá trị kinh tế cao, đang nguy cấp và mới được gây trồng
- Pơ mu
- Trầm hương
- Lát hoa
- Lim xanh
- Sưa